# Негода Володимир Федорович
Володимир Федорович Негода (14 листопада 1954, село Покровське, тепер Нікопольського району Дніпропетровської області — 5 листопада 2017, місто Київ) — український діяч, голова Орджонікідзевської (Покровської) міськради Дніпропетровської області, директор ТОВ «Українська торгово-промислова корпорація». Академік Української технологічної академії (2002). Народний депутат України 1-го скликання.

## Біографія
Народився у селянській родині.
У 1971—1972 роках — учень модельника фасонно-ливарного цеху, модельник ливарного цеху Криворізького металургійного комбінату «Криворіжсталь» імені Леніна Дніпропетровської області.
У 1972—1974 роках — служба в Радянській армії.
У 1974—1975 роках — слухач підготовчого відділення Дніпропетровського державного університету імені 300-річчя возз'єднання України з Росією.
У 1975—1980 роках — студент фізичного факультету Дніпропетровського державного університету імені 300-річчя возз'єднання України з Росією, фізик.
У 1980—1983 роках — інженер-технолог, старший технолог заводу «Континент» (з 1981 року — «Кварцит») міста Орджонікідзе (тепер — Покров) Дніпропетровської області. У 1983—1985 роках — начальник виробництва заводу «Кварцит» міста Орджонікідзе.
Член КПРС з 1983 до 1991 року.
У 1985—1987 роках — лектор Орджонікідзевського міського комітету КПУ Дніпропетровської області. У 1987 році — інструктор промислово-транспортного відділу Орджонікідзевського міського комітету КПУ Дніпропетровської області.
У 1987—1989 роках — заступник голови виконавчого комітету Орджонікідзевської міської ради народних депутатів Дніпропетровської області.
У 1989 році закінчив Міжнародну школу менеджерів у Чехословаччині.
У серпні 1989—1991 роках — директор заводу «Кварцит» міста Орджонікідзе Дніпропетровської області.
25.03.1990 року обраний народним депутатом України, 2-й тур, 45,19 % голосів, 5 претендентів. Входив до групи «Злагода-Центр», групи «Рада». Член Комісії ВР України у питаннях соціальної політики та праці.
У травні 1991—1993 роках — голова Орджонікідзевської міської ради народних депутатів Дніпропетровської області.
У червні 1993 — 20 травня 1994 року — начальник Управління з підготовки кадрів і обліку кадрів державної виконавчої влади Кабінету Міністрів України.
20 травня 1994 — серпні 1996 року — заступник голови Державного митного комітету України.
У 1996—1997 роках — 1-й заступник голови представництва в Україні Міжнародної енергетичної компанії «Ітера».
У 1996—1999 роках — студент заочного відділення Дніпропетровської академії управління, бізнесу та права.
У 1997—1998 роках — генеральний директор, віце-президент ЗАТ «Енерготрансінвест»; генеральний директор Торгово-енергетичної компанії «Енергія».
У листопаді 1998—2000 роках — заступник начальника департаменту промислової політики Державної акціонерної компанії «Укрресурси».
У липні 2000 — травні 2003 року — заступник генерального директора державного підприємства «Укрінтеравтосервіс» Міністерства транспорту України.
У травні 2003 — серпні 2004 року — заступник генерального Київського обласного державного об'єднання «Київспирт» Департаменту продовольства Міністерства агропромислової політики України.
У вересні 2004 — листопаді 2005 року — директор Асоціації митних брокерів України.
З листопада 2005 року — директор ТОВ «Українська торгово-промислова корпорація».
Почесний член, член правління (1997—1998) фондів «Міжнародна допомога», «Фонд милосердя». Член Комісії з питань морської політики при Президентові України (грудень 1995 — травень 1998). Заступник голови громадської колегії при Державній митній службі України (з лютого 2005).
Голова політичної партії «Український союз праці «Орій» (січень 2000 — лютий 2004). Член політичної партії Всеукраїнське об'єднання «Батьківщина».
Потім — на пенсії.